# 岳虞巒
岳虞巒，字舜牧，號衡山。南直隸武進縣人，明末清初政治人物。

## 生平
岳虞巒為天啓七年（1627年）丁卯科舉人，崇禎四年（1631年）進士。兵部观政，授南京户部陕西清吏司主事，升云南司郎中，八年（1635年）官至浙江杭州府知府，十二年被贬为锦衣卫经历。后官至江西按察使。明亡，出家为僧，改名岳岚，号东海衲民。著有《周易感义》、《春秋平义》。

## 家族
十九世祖岳飛。父岳甫嘉爲名醫，主治不育症。有《醫學正印》。